# Середній Угринів
Середній Угри́нів — село Калуського району Івано-Франківської області, розташоване вздовж річки Бережниця на околицях Чорного лісу. Входить до складу Новицької сільської громади.

## Географія
У селі струмок Семнин впадає у річку Бережницю.

## Історія

### Давні часи

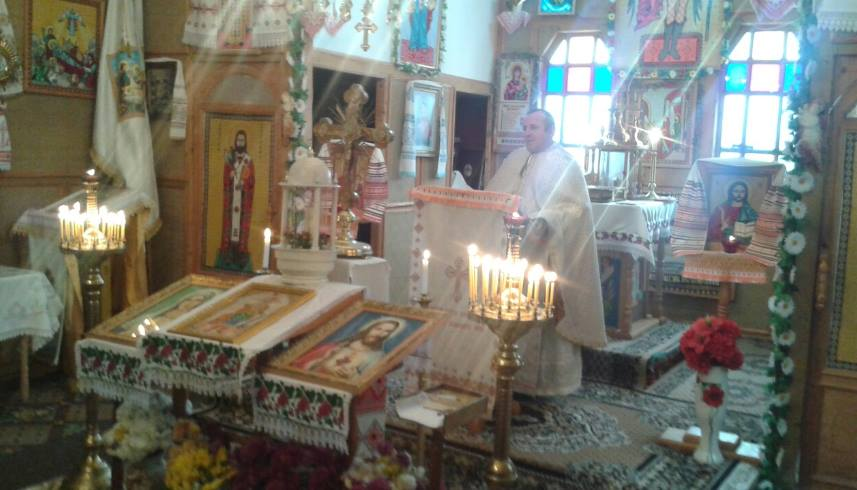
о.Ярослав Мельничук

1605-тим роком датується перша письмова згадка про село Середній Угринів. Старожили твердять про непоодинокі факти, що, на їхню думку, доводять більш глибоку історії населеного пункту. Зокрема, навіть назва поселення, що пов'язана з перебування в наших краях угрів свідчить про значно раніше виникнення Угринова, адже кочові племена предків сучасного придунайського народу проходили через наші краї за кілька століть до офіційно встановленої дати заснування села.
Інша версія пов'язує низку однокореневих назв сіл у Галичині з родом князів Угринівських як їх посесорів та вказує на повну відсутність будь-яких угорських імен серед першопоселенців. Люстрація 1665 року називає 1603 рік датою заснування села старостою калуським Станіславом Жолкевським.
Жителі Середнього Угринова брали активну участь у народному повстанні 1648 року. У селі була соляна криниця, яку називали Чорторийкою.

### Двадцяте сторіччя

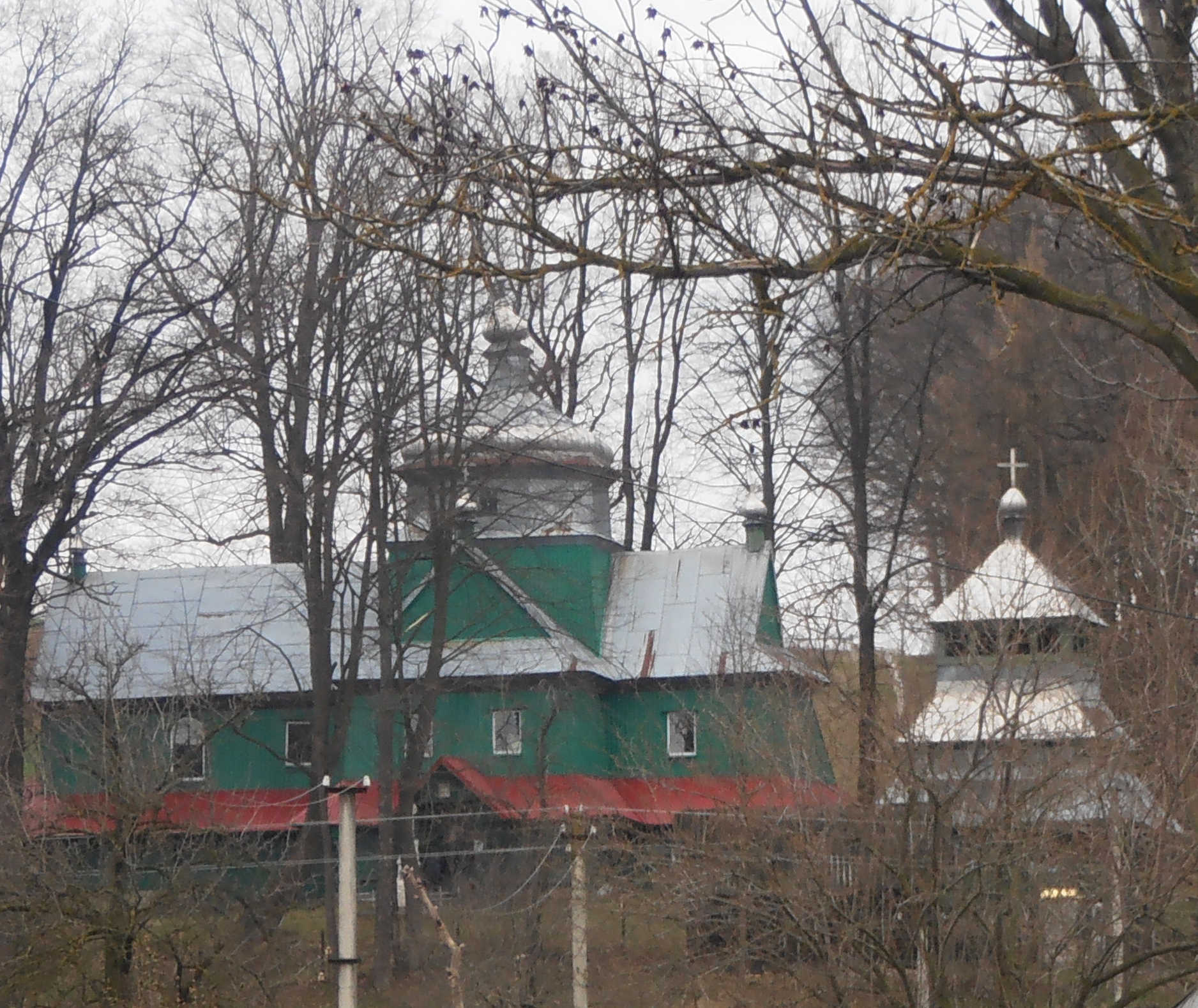
Стара церква

Середній Угринів, разом із сусіднім селом Старий Угринів у 30-50-ті роки були активним осередком національно-визвольного руху ОУН та УПА. Першою жертвою радянського режиму став Іван Данів — делегат Народних Зборів Західної України 1939 р., який був заарештований і знищений за антирадянську агітацію.
В 1944 році союзники німців — угорці спалили ціле село, зігнали на розстріл усіх жителів — шістьох убили в ході самої облави, але решту селян врятували кілька вояків УПА, які вступили в нерівний бій з окупантами, обстрілявши їх з кількох боків і однією з перших куль убивши командира карателів.
21-22 листопада 1951 р. населення було повністю депортоване в села Русин, Новоукраїнку і Лубнівку на Сокальщині, а село підлягало ліквідації, землю розділили між сусідніми колгоспами.
Всього у збройній боротьбі взяли участь 95 середньоугринівців, 2 розстріляні НКВС у 1941 р. і поховані в Дем'яновому Лазі, 55 вояків ОУН та УПА загинули в боях, 6 осіб розстріляні мадярами, 7 дорослих і 16 дітей замордовані провокаторами-енкаведистами, 11 місцевих повстанців були засуджені Станіславським військовим трибуналом і відбували ув'язнення в комуно-більшовицьких таборах.
Відомими діячами ОУН на наших теренах були такі уродженці Середнього Угринова:
- Василь Фіняк — пропагандист районного проводу ОУН,
- Микола Андрейків — стрілець боївки охорони Калуського окружного провідника,
- Микола Василів — секретар районного СБ,
- Іван Рученчин «Шпак» — член районного проводу ОУН[7],
- Михайло Оленюк (пс. «Ігор») — сотенний «Олег», член окружного проводу ОУН,
- Олекса Олійник — станичний, суспільно-політичний референт,
- Марко Васютяк — станичний,
- Федір Маруняк (псевдо «Комар») — станичний Зеленого Яру,
- Іван Морис (пс. «Дуб») — охоронець провідника Калуського окружного проводу,
- Дем'ян Парнаула — стрілець боївки СБ, охоронець окружного провідника Калущини,
- Стефан Яцишин (пс."Козачок") — стрілець боївки СБ.

Загинули в с. Середній Угринів:
- Новицький Дмитро Юркович, 1912 р.н., (пс."Карпо"), керівник Калуського райпроводу, загинув у 1948 р.(уродженець с. Ріп'янка),
- Поповняк Василь Юркович, 1922 р.н., (пс."Чорнота"), стр. Сотні «Шума», загинув у 1945 р.,
- Деркач Іван Степанович, стр. сотні УПА, загинув у 1944 р. у бою з мадярами (Новиця),
- Романів Іван Іванович, 1922 р.н., стрілець боївки СБ, загинув у 1947 р. (Грабівка),
- Прокопів Михайло Іванович, 1927 р.н., (пс."Щиголь"), стрілець сотні «Явора», загинув у 1949 р. Завій),
- Скурчак Михайло Йосафатович, 1909 р.н., стрілець УПА, загинув у 1945 р. (Бережниця).

Далеко за межами Прикарпаття прославила Середній Угринів родина Марчаків.
- Володимир Марчак (1884 р.н., с. Біла Стрийського п-ту — 1942 р., с. Нинів Долішній). Закінчив духовну академію у Римі. Був священиком у селах Баличі та Гірне Стрийського р-ну (1907—1910), Середній Угринів (1910—1935). Підтримував тісні зв'язки з родиною о. Андрія Бандери.
- Василь Марчак (1909, с. Баличі Стрийського п-ту) — укр. громад. діяч. Закінчив Львівську гімназію. Засновник і диригент сільських хорів, молодіжних товариств при читальнях «Просвіти» в Сер. Угринові (1928—1935) та Нинів Долішній (1936—1939). У 1939—1941 рр. — у Кракові. Доброволець укр. Дивізії «Галичина». Емігрував до Німеччини, а потім у США. Соліст укр. Хору в Детройті (дир. В.Колесник), активіст Народного Дому, громади УГКЦ.

- Роман Марчак (1912 р., с. Сер. Угринів — березень 1942 р., м. Житомир) — обласний провідник ОУН Житомирщини (пс. «Моргун»). Закінчив курс торговельної школи у Львові. Навчався на юридичному факультеті Львівського університету. Член Північної похідної групи ОУН (1941 р.).

## Церква[8]
На дзвінниці біля церкви Архистратига Михаїла /тепер належить до Української Помісної православної церкви/ вказана дата побудови — травень 1622 року. Це одна з найдавніших дзвіниць Калущини. Церковна громада Угринова Середнього вперше згадується 1684 року про сплату катедратика (столового податку). У протоколах генеральних візитацій Львівсько-Галицько-Камянецької греко-католицької єпархії 1740—1755 рр. церква Архистратига Михаїла описується як дерев'яна давня, парох Василь Коблянський висвячений у 1726 році, 36 парохіян-господарів. Церква Св. Арх. Михаїла 1876 р., пам'ятка архітектури місцевого значення № № 784. Австрійська армія конфіскувала в серпні 1916 р. у середньоугринівській церкві 3 давні дзвони діаметром 34, 33, 10 см, вагою 20, 20, 5 кг. Після війни польська влада отримала від Австрії компенсацію за дзвони, але громаді села грошей не перерахувала.
Нинішні обидві церкви (УАПЦ і УГКЦ) мають покровителя Архістратига Михаїла.

## Соціальна сфера
- Народний дім Народний дім у Середньому Угринові
- ФАП[12]
- Школа
- Дитсадок[13]
- 267 дворів, 822 мешканці.

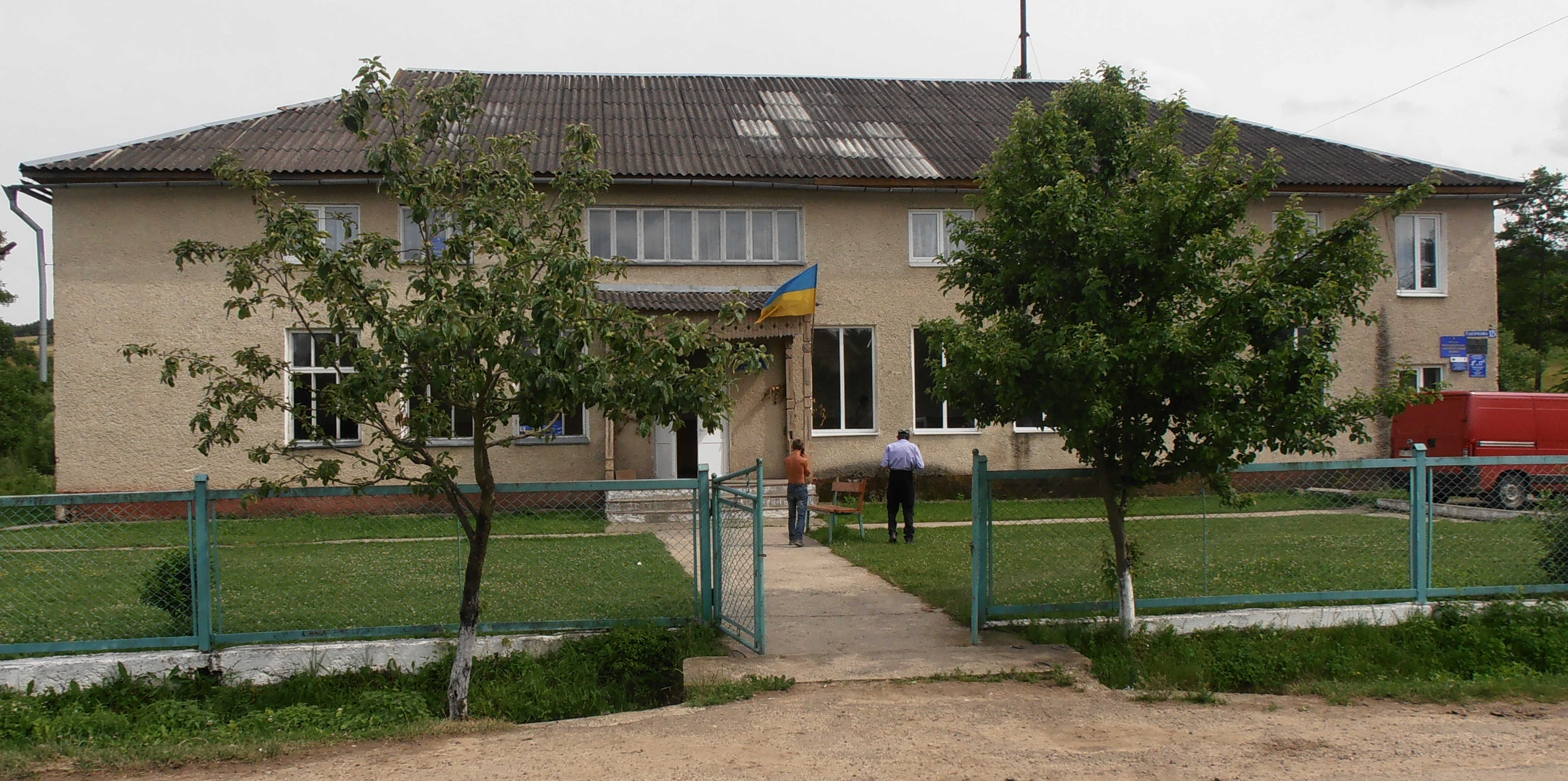
Народний дім у Середньому Угринові

- Угринівський музей імені родини Марчаків
- ПП «Карпатська бджола»
- КП «Угринівський молочний шлях»
- ФГ «Василів Сад»

## Фото

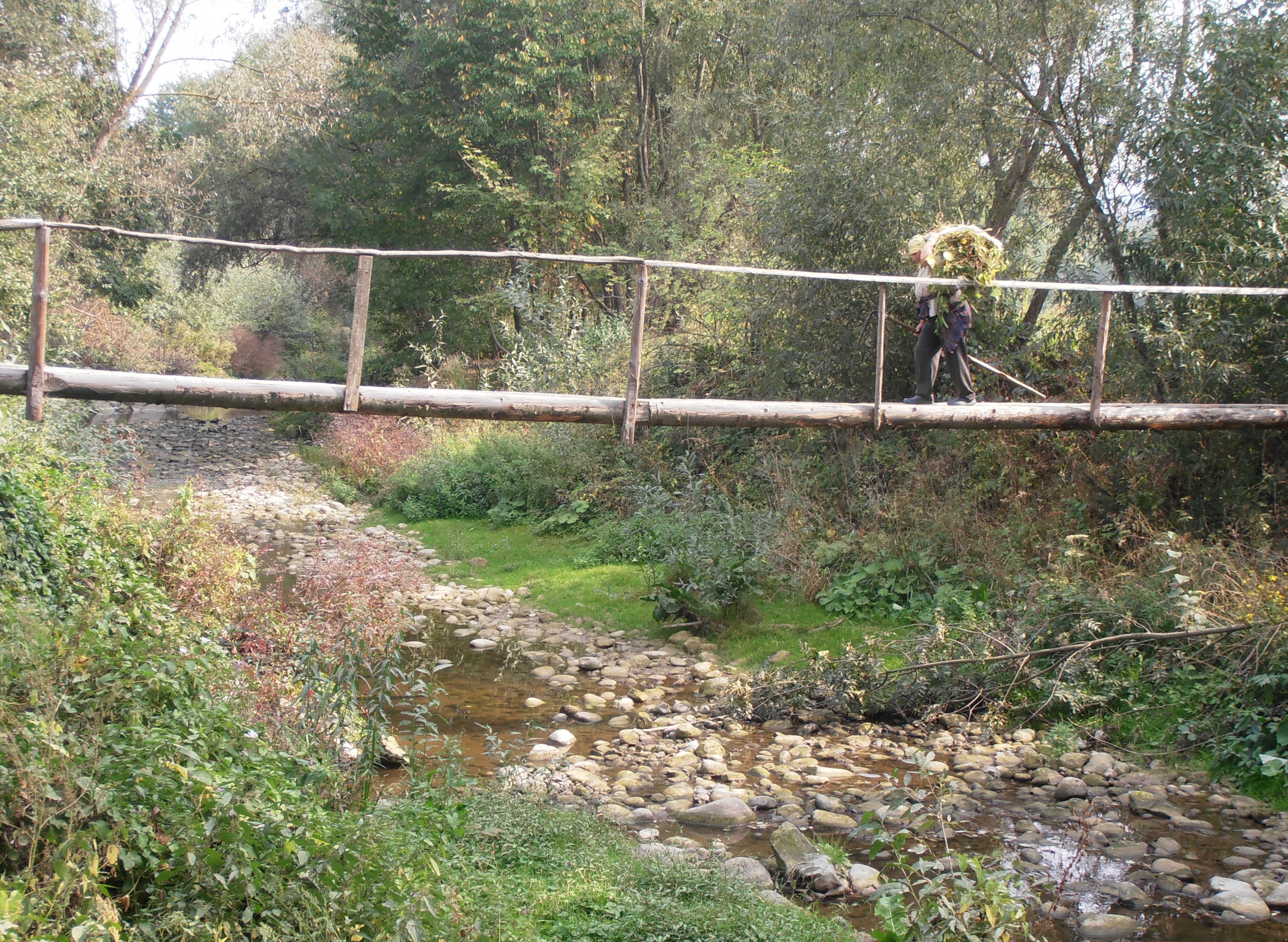
Висохла Бережниця

## Вулиці
У селі є вулиці:
- Зарічна
- Зеленоярська
- Івана Франка
- Родини Марчаків
- Романа Шухевича
- Тараса Шевченка
- Українських героїв
- отця Миколи Перепічки